# Sabellides manriquei
Sabellides manriquei är en ringmaskart som beskrevs av Salazar-Vallejo 1996. Sabellides manriquei ingår i släktet Sabellides och familjen Ampharetidae. Inga underarter finns listade i Catalogue of Life.